# 1947 في البرازيل
فيما يلي قوائم الأحداث التي وقعت خلال عام 1947 في البرازيل.

## رياضة
- 1 يناير – بطولة أمريكا الجنوبية لألعاب القوى 1947
- 1 يناير – بطولة باوليستا 1947 الفائز نادي بالميراس.
- 1 يناير – بطولة كاريوكا 1947 الفائز نادي فاسكو دا غاما.

## مواليد

### يناير
- 1 يناير – إيلي دورانت لاعب ومدرب كرة قدم برازيلي.
- 1 يناير – والتر كارفاليو
- 25 يناير – توستاو لاعب كرة قدم برازيلي.
- 28 يناير – جواو فرنسيسكو لاعب كرة قدم برازيلي.

### فبراير
- 5 فبراير – إدوارد أنتونيوس كويمبرا لاعب كرة قدم برازيلي.
- 5 فبراير – ريغينا دوارتي ممثلة برازيلية.
- 9 فبراير – نيكادور كارفاليو لاعب كرة قدم برازيلي.
- 11 فبراير – إدسون إلياس موسيقي برازيلي.

### مارس
- 2 مارس – نيلسون نيد موسيقي برازيلي.
- 19 مارس – مارينيو بيريز لاعب في الاتحاد البرازيلي لكرة القدم.
- 30 مارس – خايمي فييرا روكا

### مايو
- 17 مايو – جواو كوستا ليما نيتو سباح برازيلي.

### يونيو
- 20 يونيو – ريكاردو تيكسيرا

### يوليو
- 8 يوليو – مورايس موريرا
- 25 يوليو – ماركوس هامل صحفي برازيلي.
- 26 يوليو – أنطونيو بيدرو دي جيسوس لاعب كرة قدم برازيلي.

### أغسطس
- 9 أغسطس – خوسيه دومينغو سياسي برازيلي.
- 16 أغسطس – دايشيرو يوشيمورا لاعب كرة قدم برازيلي.
- 24 أغسطس – باولو كويلو كاتب وروائي وقاص برازيلي.

### سبتمبر
- 29 سبتمبر – إلفيرا فينيا صحفية برازيلية.

### أكتوبر
- 17 أكتوبر – فالدير اسبينوزا لاعب كرة قدم برازيلي.

### نوفمبر
- 9 نوفمبر – سيرجيو غيرا سياسي برازيلي.
- 13 نوفمبر – لويس ميلو
- 29 نوفمبر – جورج كوباياشي لاعب كرة قدم برازيلي.

### ديسمبر
- 14 ديسمبر – ديلما روسيف
- 21 ديسمبر – ريكاردو جالفاو فيزيائي برازيلي.
- 31 ديسمبر – ريتا لي مغنية برازيلية.

## وفيات

### يوليو
- 20 يوليو – جواو ريبيرو دي باروس (مواليد 1900) طيار برازيلي.